# Candice Patton
Pour les articles homonymes, voir Patton.
Candice Kristina Patton, appelée Candice Patton et née le 24 juin 1988 à Jackson (Mississippi), est une actrice de télévision et de cinéma américaine. 
Elle se fait connaître du grand public, pour son interprétation d'Iris West-Allen dans la série télévisée fantastique Flash qui lui vaut le Saturn Award de la meilleure actrice de télévision dans un second rôle.

## Biographie

### Enfance et formation
Candice Patton est née au Mississippi, à Jackson, mais a été élevée à Plano (Texas). Elle est diplômée avec mention en art à l’université méthodiste du sud de Dallas.
En 2002, elle se produit pour la première fois sur scène dans une production Titus Andronicus, de Shakespeare, au Collin Theatre Centre de Plano Texas. Michael Urie (révélé par Ugly Betty) et Brian J. Smith (révélé par Stargate Universe) rejoignent également la distribution.
Elle passe ensuite un casting, pour le réseau CBS, afin d'intégrer le soap opéra américain Les Feux de l’amour pour un arc narratif de cinq épisodes. Elle décroche le rôle et déménage à Los Angeles, après avoir terminé ses études, pour se consacrer à sa carrière d'actrice. 

### Débuts de carrière

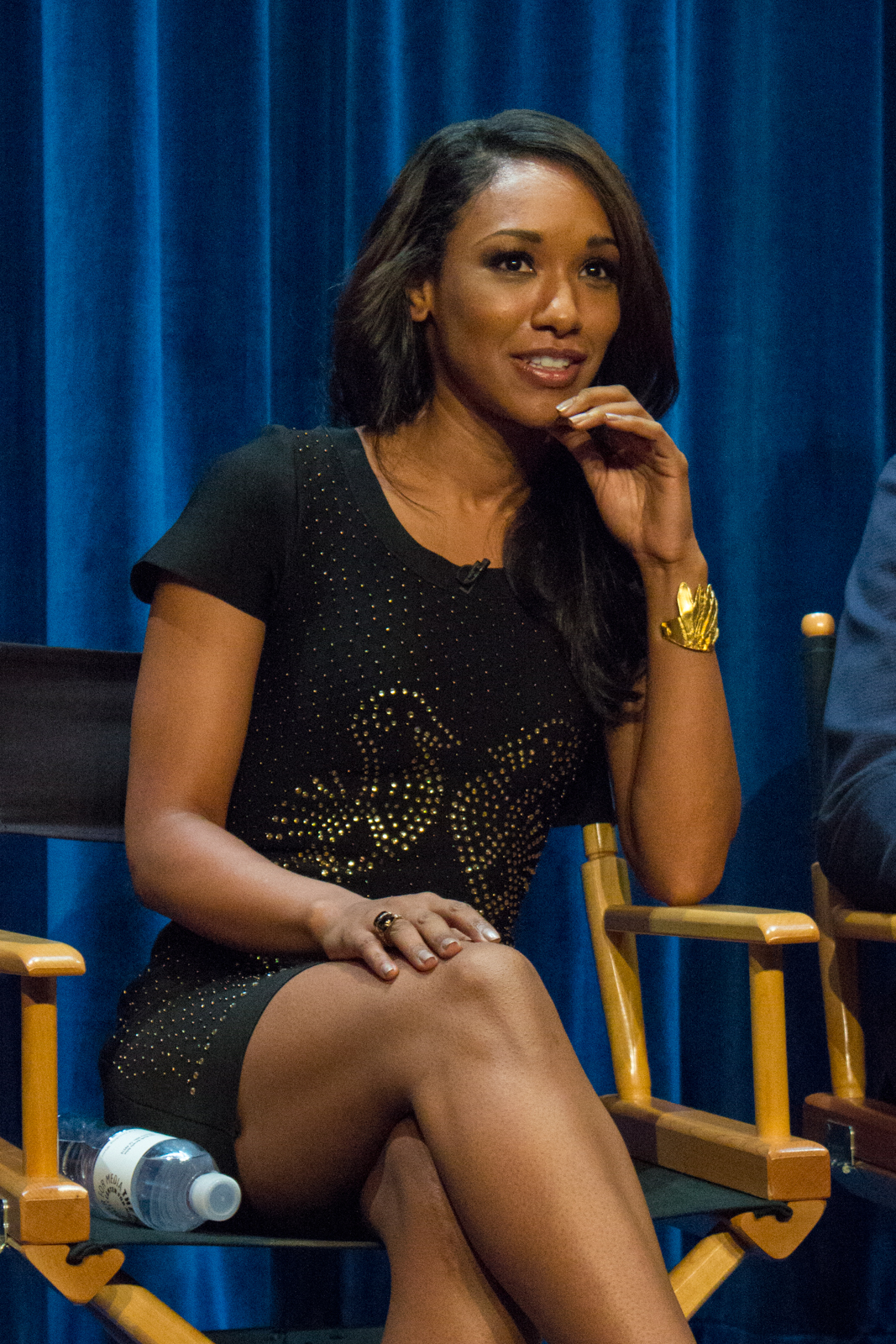
Candice Patton, en 2014, pour la présentation du casting de la série télévisée Flash.

À la suite de cette première expérience, l'actrice fait ses armes en multipliant les apparitions dans diverses séries télévisées américaines. En 2007, elle joue dans un autre soap, pour un épisode d'Amour, Gloire et Beauté. L'année d'après, elle rejoint la distribution régulière de la web série télévisée Sorority Forever et joue le rôle de Mercedes Muna pendant vingt et un épisodes.

En 2009, elle continue sur ce rythme et elle intervient dans des séries populaires comme Heroes, Entourages et Castle. Cette même année, elle retrouve les plateaux du feuilleton américain Des jours et des vies qu'elle avait déjà fréquenté, un an auparavant, mais cette fois ci pour un rôle différent mais cependant toujours mineur. 
Entre 2010 et 2011, elle apparaît dans un épisode de la septième saison du drama médical ultra populaire Grey's Anatomy, elle joue également l'invitée pour la série policière Forgotten, puis elle apparaît dans deux épisodes de la série pour adolescents Les Frères Scott, où elle incarne durant deux épisodes la colocataire du personnage psychotique jouée par Amanda Schull. Cette même année, elle fait office de second rôle pour le téléfilm dramatique Le Fiancé aux deux visages de Stephen Kay, produit par la chaîne Lifetime, qui rencontre un franc succès lors de sa diffusion. 
Elle est ensuite à l'affiche de séries policières : c'est ainsi qu'elle intervient dans un épisode des Experts : Miami, puis dans La Loi selon Harry, puis elle joue une veuve éplorée pour Rizzoli and Isles. Elle s'essaie aussi à la comédie romantique pour Love Bites et joue dans trois épisodes de la sitcom Man Up.
Entre 2013 et 2014, pour le réseau BET, elle rejoint la distribution régulière de la sixième saison de la série télévisée The Game, inédite en France, puis intervient dans un des premiers épisodes d'About a Boy.

### Flashet révélation

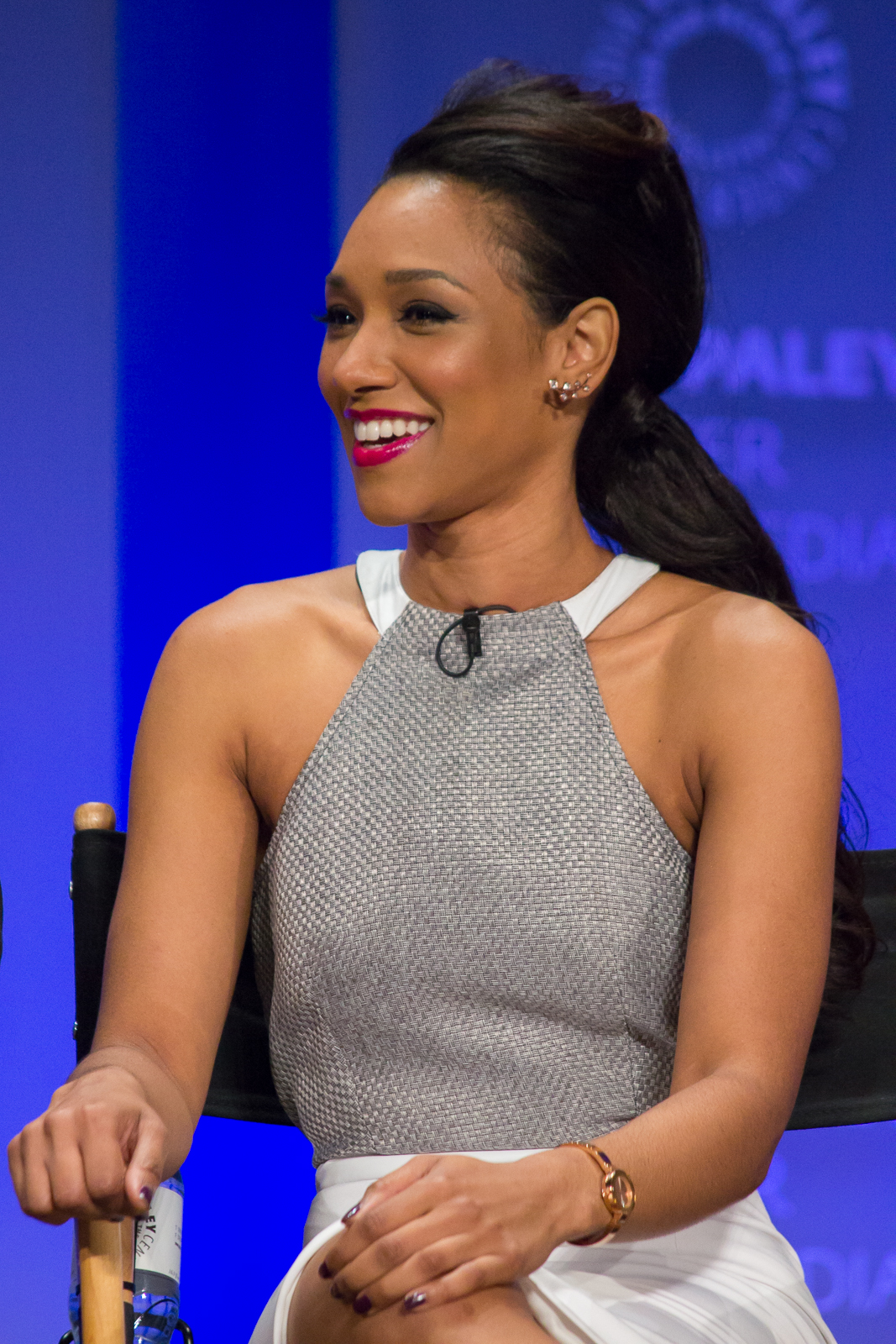
Candice Patton, lors du PaleyFest, en 2015.

En 2014, elle accède une notoriété publique plus importante en rejoignant la distribution principale de Flash. La série est basée sur le personnage de DC Comics Flash / Barry Allen, un super-héros créé par Robert Kanigher, John Broome et Carmine Infantino. C'est une série dérivée de la série télévisée Arrow. Candice Patton incarne la photojournaliste Iris West, initialement la meilleure amie de Barry puis sa compagne.
La série réalise des records d'audiences pour le réseau The CW et reçoit des critiques majoritairement positives, le show étant largement plébiscité par un public essentiellement adolescent, cible privilégiée de la chaîne. Il est notamment nommé pour l'Emmy Awards (considéré comme l'équivalent des Oscars pour la télévision) des Meilleurs effets spéciaux et lauréat dans la catégorie Meilleure adaptation télévisuelle de super héros lors des Saturn Awards.
Forte d'une nouvelle visibilité, Candice Patton est classée à la cinquième position des 100 femmes les plus sexy à la télévision selon le classement du site BuddyTv, en 2014. À titre personnel, son interprétation est saluée, elle se retrouve nommée lors de la cérémonie des Teen Choice Awards 2015 dans la catégorie Meilleure révélation et remporte le Saturn Awards de la meilleure actrice télé dans un second rôle, en 2017.
Parallèlement à ce tournage, elle joue au cinéma, en 2014, dans le thriller The Guest d'Adam Wingard, bien accueilli par la critique mais un échec au box office. En effet, étant sorti dans un nombre de salles restreint, cette production indépendante n'a pas su trouver son public. 

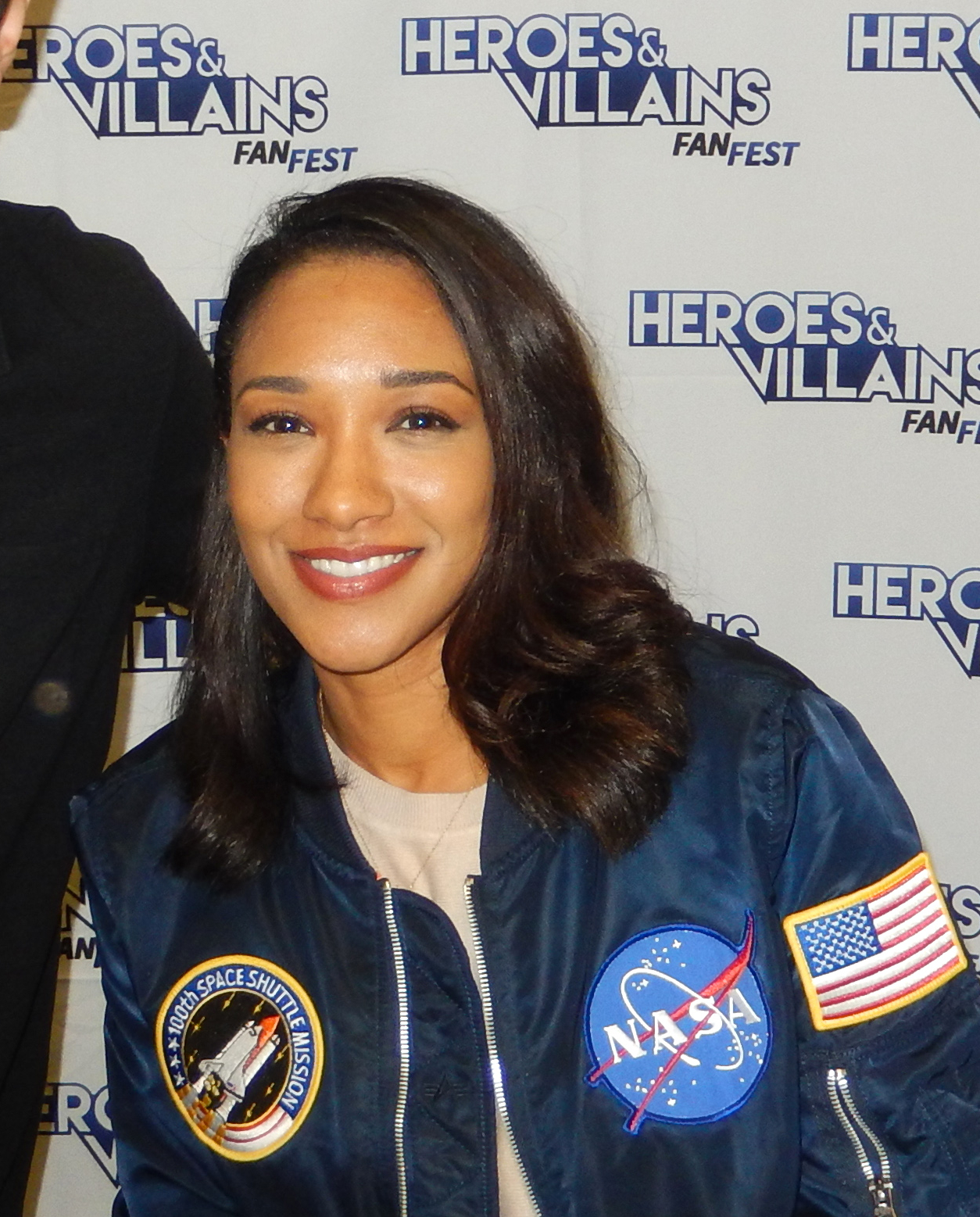
En septembre 2017, lors de la convention Heroes & Villains.

En 2015, elle intervient dans deux épisodes de la série comique Con Man, inédite en France. Cette année-là, elle atteint la soixante-et-unième place du classement des 100 femmes les plus sexy selon le célèbre magazine Maxim. 
Lors de la 19e cérémonie des Teen Choice Awards, qui se déroule en août 2017, Patton est nommée pour le titre de Meilleure actrice dans une série d'action. Elle sera aussi nommé en 2018 et 2019.  

## Filmographie

### Cinéma

#### Court métrage
- 2009 : Lateral Us de Patrick Lazzara : Otage
- 2015 : Guitar Hero Challenge : Iris West-Allen

#### Long métrage
- 2014 : The Guest de Adam Wingard : Sergent Halway

### Télévision

#### Séries télévisées
- 2004 - 2005 : Les Feux de l’amour : Robin (5 épisodes)
- 2007 : Amour, Gloire et Beauté : Candy, l'employée des Forrester (épisode 5202)
- 2008 : Sorority Forever (web série) : Mercedes Muna (21 épisodes)
- 2008 : Casanovas : Actrice no 2 (saison 1, épisode 11)
- 2008 - 2009 : Des jours et des vies : Alicia (épisode 10825) / Jill (épisode 11220)
- 2009 : Heroes : Olivia (saison 4, épisodes 7 et 9)
- 2009 : Entourages : assistante de Dan Coakley (saison 6, épisodes 6, 7 et 10)
- 2009 : Castle : Jeune femme (saison 2, épisode 3)
- 2010 : Forgotten : Kelly (saison 1, épisode 10)
- 2010 : Grey's Anatomy : Meg (saison 7, épisode 5)
- 2011 : Les Experts : Miami : Wendy Gibson (saison 9, épisode 15)
- 2011 : Les Frères Scott : Tanesha, la colocataire de Katie (saison 7, épisodes 18 et 20)
- 2011 : La Loi selon Harry : Denise Raines (saison 1, épisode 7)
- 2011 : Love Bites : Liz Beth (saison 1, épisode 8)
- 2012 : Rizzoli and Isles : La veuve de Bernard Avery (saison 3, épisode 3)
- 2012 : Man Up : Dana (saison 1, épisodes 3, 4 et 5)
- 2013 - 2014 : The Game : Tori (9 épisodes)
- 2014 : About a Boy : Veronica (saison 1, épisode 2)
- 2014-2023 : The Flash : Iris West-Allen (rôle principal)
- 2015 : Con Man : Chu 2.0 (saison 1, épisodes 1 et 2)
- 2017 : Supergirl : Iris West-Allen (1 épisode)
- 2017 : Arrow : Iris West-Allen (1 épisode)
- 2017 : Legends of Tomorrow : Iris West-Allen (1 épisode)
- 2017 : The Flash: Stretched Scene (web-série) : Iris West-Allen (2 mini-épisodes)
- 2019 : Batwoman : Iris West-Allen (1 épisode)

#### Téléfilms
- 2011 : Le Fiancé aux deux visages de Stephen Kay : Kate
- 2012 : Commander and Chief de Ric Halpern et Gerson Sanginitto : Dana

## Distinctions

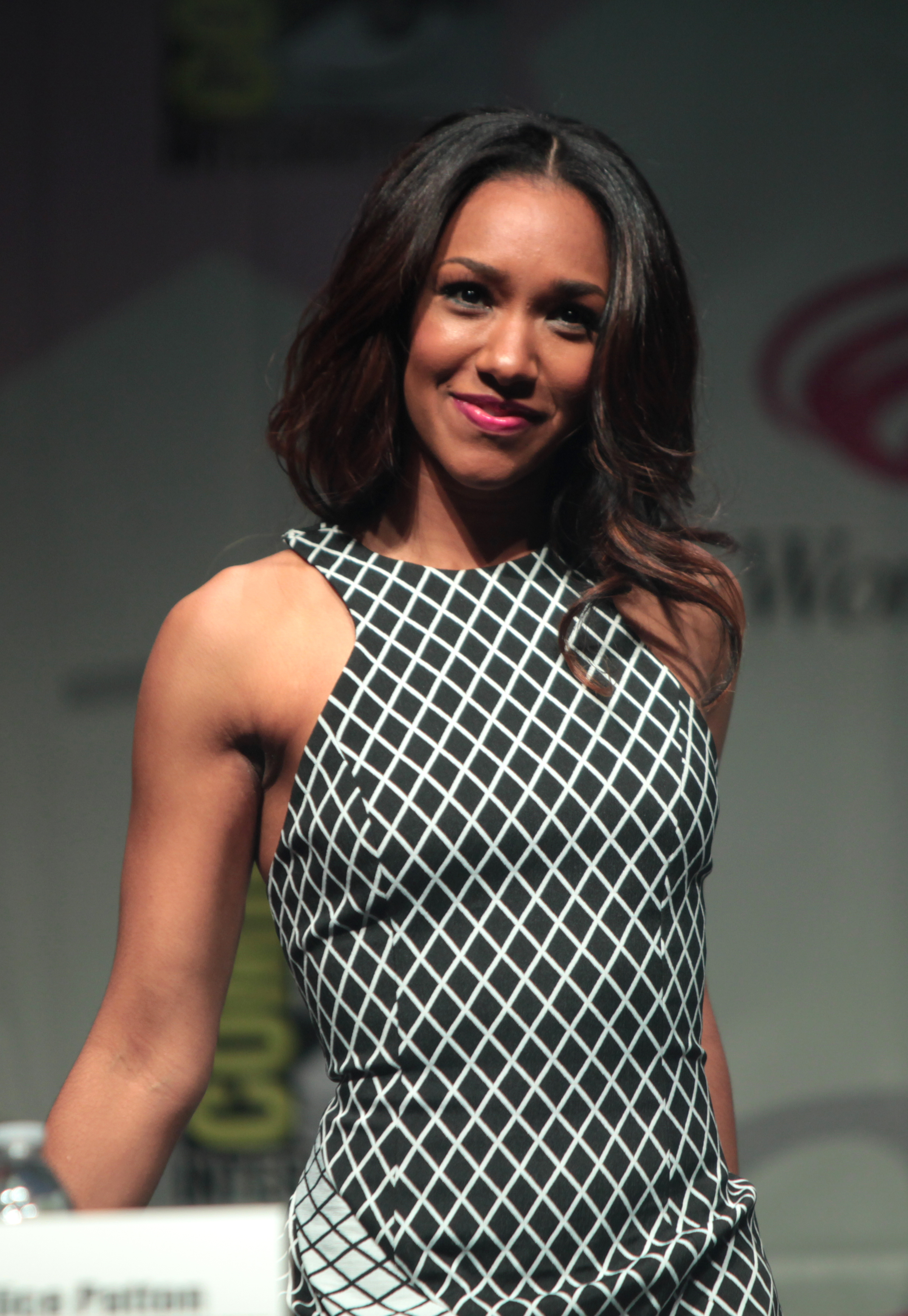
Candice Patton, lors de la WonderCon, en 2015.

Sauf indication contraire ou complémentaire, les informations mentionnées dans cette section proviennent de la base de données IMDb.

### Récompenses
- Saturn Awards 2017 : Meilleure actrice de télévision dans un second rôle pour The Flash

### Nominations
- Teen Choice Awards 2015 :
  - Meilleur baiser pour The Flash partagé avec Grant Gustin
  - Meilleure alchimie pour The Flash partagée avec Grant Gustin
  - Meilleure Révélation pour The Flash
- Teen Choice Awards 2016 : 
  - Meilleur baiser pour The Flash partagé avec Grant Gustin
  - Meilleure alchimie pour The Flash partagé avec Grant Gustin
- Teen Choice Awards 2017 : Meilleure actrice dans une série d'action pour The Flash
- Saturn Awards 2018 : Meilleure actrice de télévision dans un second rôle pour The Flash
- Teen Choice Awards 2018 : 
  - meilleure actrice dans une série d'action pour The Flash
  - meilleur couple dans une série télévisée pour The Flash partagé avec Grant Gustin
- Teen Choice Awards 2019 : meilleure actrice dans une série d'action pour The Flash
- Saturn Awards 2020 : meilleure actrice de télévision pour The Flash